# Duan Albanach
Duan Albanach ('Pieśń Szkotów') jest poematem napisanym w języku średnio Irlandzkim znaleziony w wydaniu Lebor Bretnach dokumentu Historia Brittonum Nenniusza, wraz z szerokim, dodatkowym opisem odnoszącym się do historii Szkocji.
Poemat został napisany w czasie panowania Malcolma III, informacje o nim można znaleźć w szerokim gronie Irlandzkich źródeł historycznych, a najpopularniejsza wersja pochodzi z XV wiecznej księgi Lecan i Ui Maine. Tekst rozpoczyna się od przybycia Albanusa do Alby a kończy na panowaniu Malcolma III.